# فان هيفلين
فان هيفلين (بالإنجليزية: Van Heflin)‏ هو ممثل تعبيري وممثل أمريكي، ولد في 13 ديسمبر 1908 بمقاطعة كوتون في الولايات المتحدة، وتوفي في 23 يوليو 1971 بهوليوود في الولايات المتحدة بسبب نوبة قلبية. من الجوائز التي نالها جائزة الأوسكار لأفضل ممثل مساعد عن عمل جوني إيجر سنة 1942.

## أعمال

### أفلام
- (1941) جوني إيجر
- (1947) جرين دولفين ستريت
- (1953) شين[6]
- (1970) المطار[7][8][9]

## جوائز وترشيحات
جوائز
- جائزة الأوسكار لأفضل ممثل مساعد، عن عمل: جوني إيجر (1942)

ترشيحات
- جائزة الأوسكار لأفضل ممثل مساعد، عن عمل: جوني إيجر

## وصلات خارجية
- فان هيفلين على موقع IMDb (الإنجليزية)
- فان هيفلين على موقع الموسوعة البريطانية (الإنجليزية)
- فان هيفلين على موقع روتن توميتوز (الإنجليزية)
- فان هيفلين على موقع ألو سيني (الفرنسية)
- فان هيفلين على موقع تيرنر كلاسيك موفيز (الإنجليزية)
- فان هيفلين على موقع أول موفي (الإنجليزية)
- فان هيفلين على موقع قاعدة بيانات برودواي على الإنترنت (الإنجليزية)
- فان هيفلين على موقع قاعدة بيانات برودواي على الإنترنت (الإنجليزية)
- فان هيفلين على موقع قاعدة بيانات الأفلام السويدية (السويدية)
- فان هيفلين على موقع إن إن دي بي (الإنجليزية)